# Emma Kari
Emma Karoliina Kari, född 15 maj 1983 i Esbo, är en finländsk politiker (Gröna förbundet). Hon är ledamot av Finlands riksdag sedan 2015. Till utbildningen är hon filosofie magister.
Kari blev invald i Finlands riksdag i riksdagsvalet i Finland 2015 med 4 647 röster från Helsingfors valkrets.
Kari tillträdde som Finlands miljö- och klimatminister i november 2021.